# Pontocaris caribbaeus
Pontocaris caribbaeus är en kräftdjursart. Pontocaris caribbaeus ingår i släktet Pontocaris och familjen Crangonidae. Inga underarter finns listade i Catalogue of Life.